# Riniastate
De Riniastate is een landhuis in Oudemirdum in de Nederlandse provincie Friesland.

## Beschrijving
Het neoclassicistische landhuis werd in 1843 gebouwd naar ontwerp van Thomas A. Romein. Het gebouw heeft een hoger middendeel met timpaan, dorische pilasters en een driezijdig uitgebouwde gevelpartij (tuinkamer). In de zijgevels van het middenstuk zijn ronde vensters met glas in lood aangebracht.
Eigenaresse was Geertruida Wilhelmina Godarda Johanna Rinia van Nauta. In de buurt woonde er familie op Kippenburg, Lycklamabos en Beuckenswijk. In 1880 verkocht mw. Rinia van Nauta de borg aan Anne Willemine Star Numan, een telg uit het geslacht Numan. Na haar overlijden in 1925 erfde de dochter van haar broer, Catharina C. Star Numan, het landhuis.
De tuin werd vermoedelijk aangelegd door Lucas Roodbaard. Het huis, de stal, het park en de tuinmuur zijn rijksmonumenten.

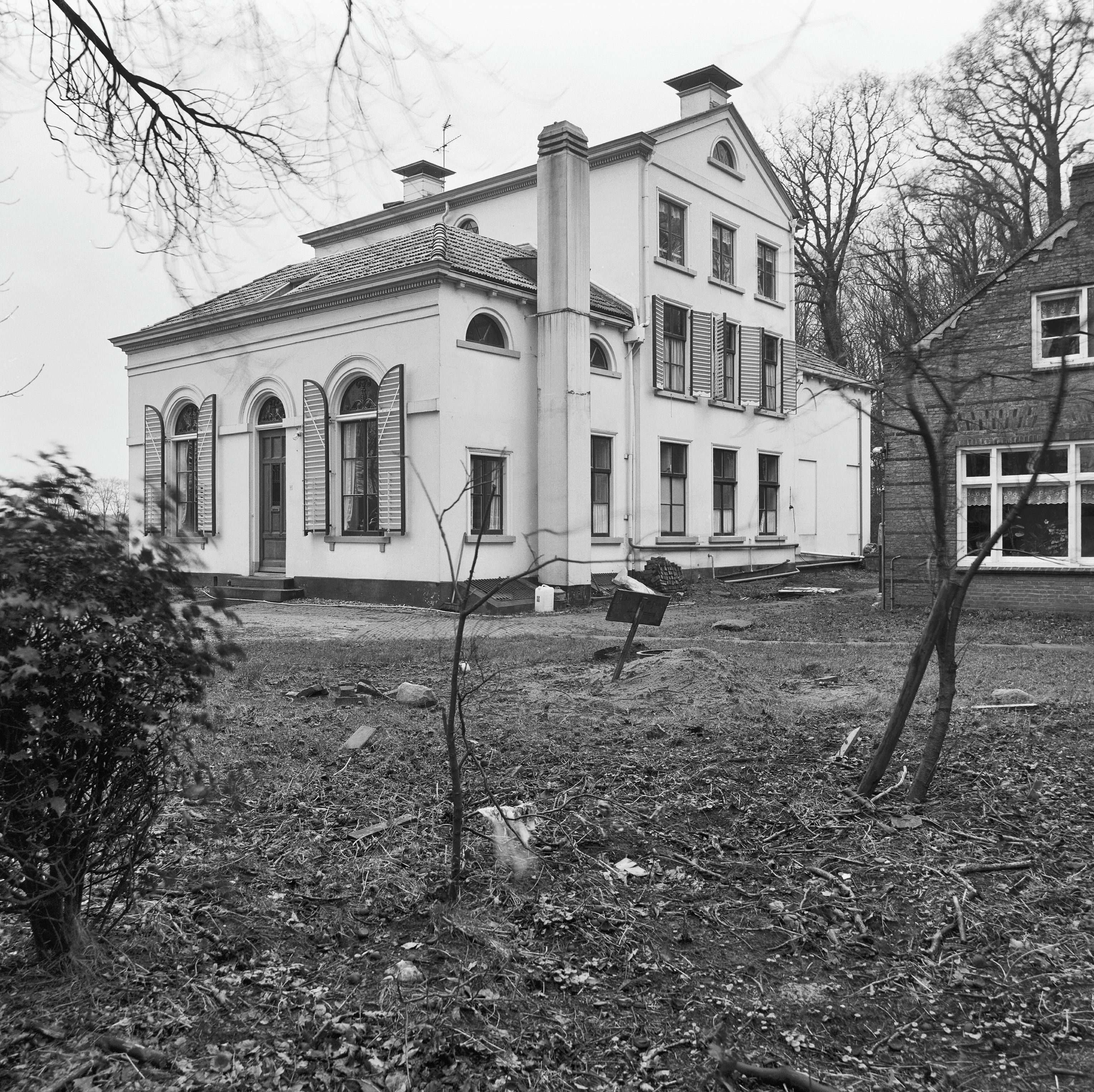
Achter- en zijgevel